# Bedfordshire
Bedfordshire este unul din comitatele ceremonial din Anglia.

## Orașe din cadrul districtului
- Ampthill
- Bedford
- Biggleswade
- Dunstable
- Flitwick
- Kempston
- Leighton Buzzard
- Luton
- Potton
- Sandy
- Woburn